# Kamperland
Kamperland is een dorp in de gemeente Noord-Beveland, in de Nederlandse provincie Zeeland. Het aantal inwoners bedraagt 2.180 (1 januari 2023), waarmee Kamperland de grootste plaats is op het eiland.
De plaats was vroeger bekend als Campen en wordt al in 976 genoemd. De naam is afgeleid van het Latijnse campus, dat 'veld' of 'omheind land' betekent. In 1170 wordt Campen als zelfstandige parochie vermeld. Het moet een belangrijke plaats zijn geweest, want het huidige Veere op Walcheren werd vroeger Kampvere genoemd; de plaats vanwaar het veer naar Campen vertrok.

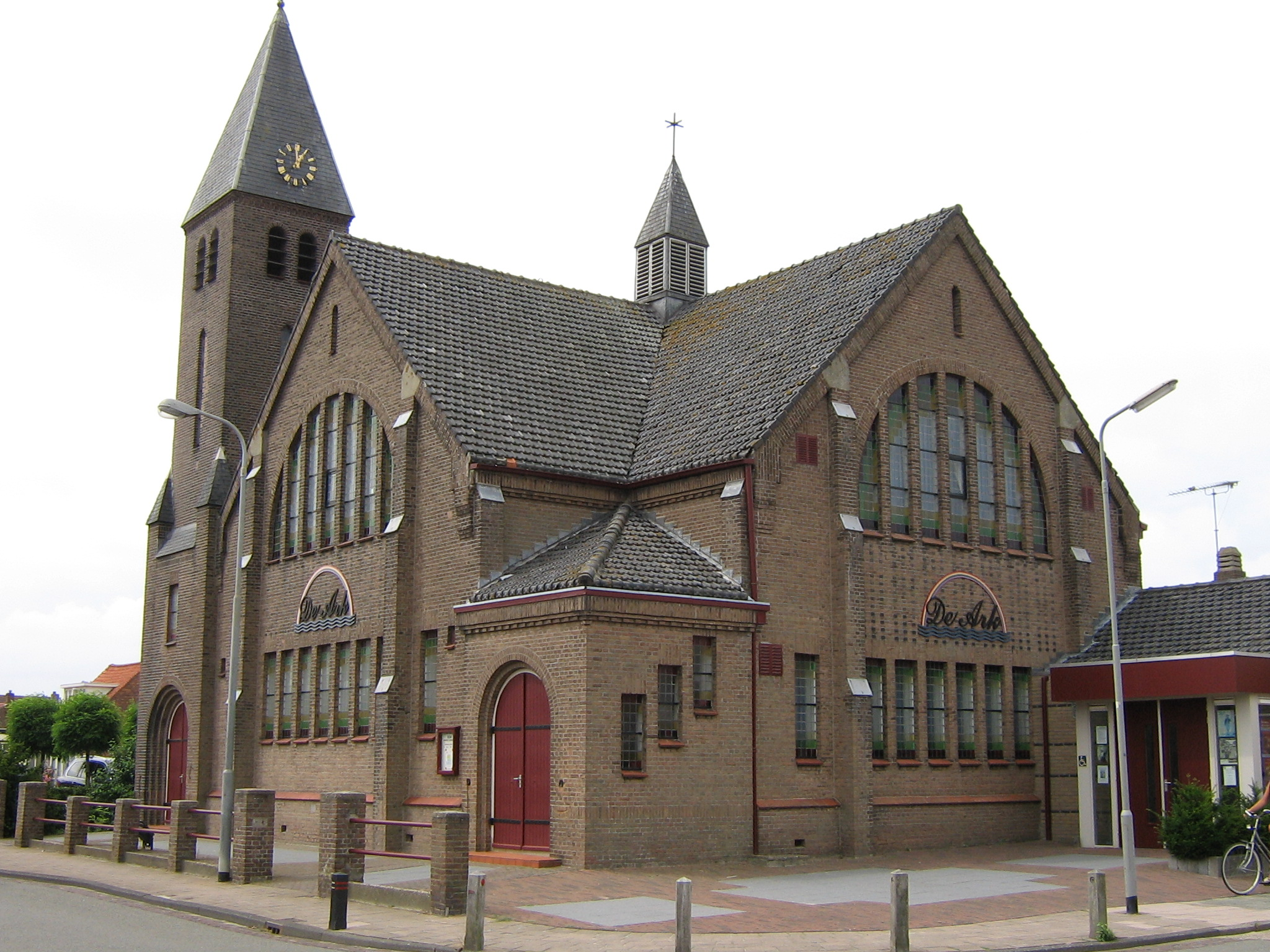
Kerk van Kamperland

Twee stormvloeden in de 16e eeuw, de Sint-Felixvloed op 5 november 1530 en de Allerheiligenvloed op 2 november 1532 teisterden Noord-Beveland, en hierbij verdween ook Campen in zee. Vanaf 1598 werd Noord-Beveland weer ingepolderd. Na de bedijking van de Heer-Janszpolder in 1699 werd op de plaats van het oude Campen het huidige Kamperland aangelegd, als laatste van de wederopgebouwde Noord-Bevelandse plaatsen. Anders dan Colijnsplaat, Kats, Kortgene, Geersdijk, en Wissenkerke werd Kamperland niet planmatig aangelegd.
Sinds de sluiting van de Zandkreekdam (1960) en de Veerse Gatdam (1961), ligt Kamperland aan het Veerse Meer. Van mei tot september wordt er nog steeds een veerdienst op Veere onderhouden, zij het alleen voor voetgangers en fietsers. Van landbouwdorp heeft de plaats zich langzamerhand ontwikkeld tot toeristencentrum, met diverse bungalowparken en campings.
Bij Kamperland is het Havenkanaal, een vaarweg die de twee jachthavens verbindt met het Veerse Meer. De vaarweg is geschikt voor CEMT-klasse I (diepte meerpeil –2,0 à –1,4 m).

## Geboren
- Wim de Kam (1944), auteur
- Ernst Jansen Steur (1945-2023), neuroloog
- Harry van der Maas (1971), politicus